# Dorsum Niggli
Dorsum Niggli – grzbiet na powierzchni Księżyca o długości około 50 km. Znajduje się na współrzędnych selenograficznych ☾ 29,0°N 52,0°W/29,000000 -52,000000. Dorsum Niggli znajduje się na obszarze Oceanus Procellarum.
Nazwa grzbietu została nadana w 1976 roku przez Międzynarodową Unię Astronomiczną i pochodzi od Paula Niggli (1888-1953), szwajcarskiego badacza kryształów.